# Ahoua Don Mello
Ahoua Don Mello, né le 23 juin 1958 à Bongouanou (Côte d'Ivoire), est un enseignant-chercheur et homme politique ivoirien. Il dirige le Bureau national d'études techniques et de développement (BNETD) de 2000 à 2011.
Ahoua Don Mello se déclare candidat à l'élection présidentielle de 2025.

## Biographie

### Origine et Formation
Ahoua Don Mello nait le 23 juin 1958 à Bongouanou,. Son père est d’ethnie Agni et sa mère Baoulé de Dimbokro. Après des études secondaires sanctionnées par un baccalauréat au lycée classique de Bouaké, il est orienté à l’Institut national polytechnique Félix Houphouët-Boigny (INPHB) de Yamoussoukro pour ses études supérieures,. Il y obtient un diplôme d'ingénieur de l’École nationale supérieure des travaux publics (ENSTP) en 1982, avant de partir en France pour étudier à l’Ecole nationale des ponts et chaussées de Paris. À 27 ans, Ahoua Don Mello est diplômé docteur-ingénieur des Ponts et Chaussées.

### Expérience professionnelle
Ahoua Don Mello commence sa carrière professionnelle en qualité d’enseignant-chercheur à l’INPHB, à son retour en Côte d’Ivoire en 1986. Par ailleurs, il enseigne aussi à l'École supérieure interafricaine de l'électricité de Bingerville, puis au Laboratoire du bâtiment et des travaux publics (LBTP). Par la suite, Ahoua Don Mello dispense des cours à l’université du Burundi avant sa nomination à la tête de la direction de la technopole de Yamoussoukro en 1998,. La même année, il intègre par nomination le Conseil économique et social en tant que membre jusqu’en 1999. En novembre 2000, sous la mandature du président Laurent Gbagbo, il est promu directeur général du Bureau national d'études techniques et de développement (BNETD). Il occupe ce poste jusqu’en avril 2011. Dans la même période, il cumule les fonctions d’administrateur de la banque nationale d’investissement (BNI), d’administrateur de l’observatoire café-cacao, de membre du Comité de privation, puis de membre de la Cellule d’analyse des politiques Economiques (CAPEC). Ahoua Don Mello est, depuis 2011, conseiller spécial et consultant en développement pour plusieurs pays d’Afrique dont la Guinée et l’Afrique du Sud. En 2021, il est coopté par le patronat russe chargé des investissements en Afrique.

### Carrière politique
Militant au sein du Parti communiste durant ses études en France, Ahoua Don Mello y fait la rencontre de Laurent Gbagbo en 1983. Il lui donne son accord pour militer au sein du Front populaire ivoirien (FPI) lorsque le parti sera créé plus tard. Ahoua Don Mello devient respectivement membre du secrétariat du FPI section France entre 1983 et 1985, membre de la section FPI de Bouaké entre 1985 et 1988, secrétaire du FPI chargé de l’organisation au sein du secrétariat général de 1988 à 1990, puis président du comité de contrôle dudit parti de 1990 à 1996. Il quitte plus tard le FPI à la suite de divergences pour fonder en 1997 son propre parti politique baptisé « La Renaissance »,,. Ahoua Don Mello fait son retour au FPI en 2000 pour être le conseiller du président du parti jusqu’en 2014. Après les élections présidentielles de 2010 en Côte d’Ivoire, il est nommé par Laurent Gbagbo, ministre de l'Équipement et de l'Assainissement, puis porte-parole du gouvernement, entre 2010 et 2011, dans le gouvernement Aké N’Gbo,,. Ahoua Don Mello part ensuite en exil, à la suite de la chute du pouvoir de Laurent Gbagbo en avril 2011. Il rejoint en 2014 la Guinée pour devenir le conseiller spécial du président Alpha Condé, jusqu’au coup d'État du 5 septembre 2021 qui renverse ce dernier. Par la suite, Ahoua Don Mello est nommé, dans la même année, haut représentant des BRICS pour l’Afrique occidentale et centrale,. En 2023, il devient le vice-président chargé des projets stratégiques de cette organisation (BRICS),. Après la création en 2021 du Parti des peuples africains – Côte d'Ivoire (PPA-CI), Ahoua Don Mello y occupe les postes de conseiller des relations extérieures de Laurent Gbagbo et vice-président en charge de la promotion du panafricanisme jusqu'en 2025,. 
En juillet 2025, Ahoua Don Mello annonce sa candidature à l'élection présidentielle de 2025. Laurent Gbabo, comme la plupart des chefs de l'opposition, est interdit de se présenter à cette élection et Ahoua Don Mello dit présenter sa candidature par « précaution », dans le cas où Gbagbo ne peut obtenir de participer à l'élection. Don Mello est ensuite démis de ses fonctions de vice-président du PPA-CI et le parti estime que sa candidature résulte d'une « décision personnelle ».

## Vie conjugale
Ahoua Don Mello a pour épouse Rose Banchi Don Mello,.

## Publications
- 2010 : L’ivoirien nouveau, éditions Frat Mat, 112p[1].
- 2015 : Côte d’Ivoire : sur la route de la souveraineté, éditions Menaibuc, 352p[14],[15].